# Carlos de Áustria
Carlos de Habsburgo (Madrid, 15 de setembro de 1607 – 30 de julho de 1632) foi um infante de Espanha, arquiduque da Áustria e, quinto filho, o segundo menino, de Filipe III de Espanha e Margarida da Áustria..

## Biografia
Filho do rei Filipe III de Espanha e, irmão do rei Filipe IV, ocupou o primeiro lugar na linha sucessão ao trono espanhol até o nascimento de seu sobrinho Baltasar Carlos, Príncipe das Astúrias.
Carlos nunca simpatizou com o favorito e primeiro-ministro de Filipe IV, o Conde-Duque de Olivares, e apesar de não se interessar por política, foi usado por vários nobres na tentativa de derrubar Olivares.
Ele faleceu a 30 de julho de 1632 1632, aos vinte e cinco anos. Francisco de Quevedo dedicou um soneto intitulado O Enterro do Mais Sereno Infante Don Carlos para este evento.

## Honras
- Cavaleiro da Ordem do Tosão de Ouro[2].